# 가사이시
가사이시(일본어: 加西市)는 일본 효고현 남부에 있는 시이다. 지역적으로는 히가시하리마 또는 기타하리마로 구분된다.

## 개요
하리마 지방의 중심 도시인 히메지시 동쪽 옆에 위치하여 히메지와의 연결이 강하다. JR 히메지역 북쪽 출구를 기점으로 하는 노선버스가 가사이시 중심 시가지가 있는 호조초까지 운행되는 등 교통도 히메지와 연결되어 있다.

## 지리
하리마평야 중앙부에 위치하며, 면적은 150.19㎢, 동서 12.4㎞, 남북 19.8㎞의 넓이를 가진다. 북쪽은 주고쿠 산지의 산기슭이 다가오고, 서쪽과 동쪽은 대지이며, 남쪽은 낮은 산이 이어져 있다. 바다와 접하지 않고 시역은 해발 고도가 높은 부분으로 둘러싸여 있다.

## 인접하는 자치체
히메지시, 가코가와시, 오노시, 니시와키시, 가토시, 다카군 다카정, 간자키군 이치카와정, 후쿠사키정

## 역사
- 1967년 4월 1일 - 가사이군 기타노정, 가사이정, 이즈미정이 합병하여 시로 승격해 군명으로 가사이시가 되었다.

## 교통

### 철도
- 호조 철도(일본어판) 호조선(일본어판)

### 도로
- 주고쿠 자동차도
- 산요 자동차도
- 국도 제372호선 (일본)(일본어판)

## 인구
1967년 시 승격 후 인구는 48,219명이었다. 1980년대 후반에는 미증하나마 53,000명을 넘었다. 그러나 2007년에는 5만 명을 밑돌았다.
2010년에 실시된 국세조사와 전회 조사에서의 인구 증감을 비교하면 2.78% 감소한 48,022명이며, 증감률은 효고현 41개 시정 중 21위, 49개 행정구역 중 29위였다.
| 연도 | 인구     | ±% |
| ---- | -------- | -- |
| 1970 | 48,354명 | —  |
| 1975 | 50,161명 | —  |
| 1980 | 51,051명 | —  |
| 1985 | 52,107명 | —  |
| 1990 | 51,784명 | —  |
| 1995 | 51,706명 | —  |
| 2000 | 51,104명 | —  |
| 2005 | 49,396명 | —  |
| 2010 | 47,993명 | —  |
| 2015 | 44,313명 | —  |
| 2020 | 42,700명 | —  |